# Căpleni
Căpleni (Kaplony en hongrois, Kaplau en allemand) est une commune roumaine du județ de Satu Mare, dans la région historique de Transylvanie et dans la région de développement du Nord-Ouest.

## Géographie
La commune de Căpleni est située dans le sud-ouest du județ, sur la rive gauche de la Crasna, dans la plaine de Carei, à 5 km au nord-est de Carei dont elle est quasiment un faubourg et à 40 km au sud-ouest de Satu Mare, le chef-lieu du județ.
La municipalité est composée du seul village de Căpleni (3 135 habitants en 2002). 

## Histoire
La première mention écrite du village de Căpleni date de 1212 sous le nom de Kaplyon.
La commune, qui appartenait au royaume de Hongrie, faisait partie de la principauté de Transylvanie et elle en a donc suivi l'histoire. Le village est le berceau de la famille Károlyi, une des grandes familles de la noblesse hongroise en Transylvcanie. Au XIe siècle, ceux-ci favorisèrent la fondation d'un monastère bénédictin dédié à Saint Martin. Le monastère fut abandonné au XVIe siècle.
En 1711, il renaît de ses cendres et il est confié aux Franciscains qui lui donnent un nouveau souffle et le dédient à Saint Antoine de Padoue. La paroisse est refondée dès 1724 et l'église et le monastère reconstruits. En 1834, l'église est détruite par un séisme et reconstruite de 1841 à 1848. Le monastère sert de lieu de sépulture aux Károlyi qui y sont enterrés dans une crypte.
Les Károlyi encouragent l'installation de colons germanophones venus du Wurtemberg. Les marais sont peu à peu drainés et asséchés tout au long du XIXe siècle.
Après le compromis de 1867 entre Autrichiens et Hongrois de l'empire d'Autriche, la principauté de Transylvanie disparaît et, en 1876, le royaume de Hongrie est partagé en comitats. Căpleni intègre le comitat de Szatmár (Szatmár vármegye).
À la fin de la Première Guerre mondiale, l'Empire austro-hongrois disparaît et la commune rejoint la Grande Roumanie au traité de Trianon et le județ de Sălaj dont le chef-lieu était la ville de Zalău.
En 1940, à la suite du deuxième arbitrage de Vienne, elle est annexée par la Hongrie jusqu'en 1944. En 1945, de nombreux habitants d'origine allemande sont déportés en URSS. Elle réintègre la Roumanie après la Seconde Guerre mondiale au traité de Paris en 1947.
De 1950 à 1968, la commune  est incluse dans la région de Baia Mare. Ce n'est qu'en 1968 qu'elle est intégrée au județ de Satu Mare auquel elle appartient de nos jours. Entre 1969 et 1990, le village de Căpleni n'a pas d'autonomie et fait partie de la municipalité de Carei.
Il obtient son statut de commune en 1990 mais, en 2003, le village de Cămin se sépare de la commune de Căpleni pour former la nouvelle commune de Cămin.

## Politique
Le conseil municipal de Căpleni compte 13 sièges de conseillers municipaux. À l'issue des élections municipales de juin 2008, Vilhelm Mosdóczi (Parti civique hongrois) a été élu maire de la commune.
| Parti                                        | Nombre de conseillers |
| -------------------------------------------- | --------------------- |
| Union démocrate magyare de Roumanie (UDMR)   | 5                     |
| Parti civique hongrois                       | 4                     |
| Forum démocratique des Allemands de Roumanie | 2                     |
| Candidat indépendant                         | 1                     |
| Candidat indépendant                         | 1                     |

## Religions
Ces statistiques incluent le village de Cămin devenu aujourd'hui autonome.
En 2002, la composition religieuse de la commune était la suivante :
- Catholiques romains, 90,44 % ;
- Réformés, 6,65 % ;
- Chrétiens orthodoxes, 1,86 % ;
- Grecs-Catholiques, 1,01 %.

## Démographie
Jusqu'en 2002, les statistiques concernant Căpleni incluent le village de Cămni qui s'en est séparé depuis pour former une nouvelle commune.
En 1910, à l'époque austro-hongroise, la commune comptait 2 991 Hongrois (99,40 %), 4 Roumains (0,13 %) et 4 Allemands (0,13 %).
En 1930, on dénombrait 1 876 Hongrois (50,94 %), 1 450 Allemands (39,37 %), 317 Roumains (8,61 %) et 32 Tsiganes (0,87 %).
En 1956, après la Seconde Guerre mondiale, 4 215 Hongrois (94,57 %) côtoyaient 242 Roumains (5,43 %).
En 2002, la commune comptait 161 Roumains (3,56 %), 3 760 Hongrois (83,35 %), 433 Allemands (9,59 %) et 156 Tsiganes (3,45 %). On comptait à cette date 1 378 ménages et 830 logements.
| 1880  | 1890  | 1900  | 1910  | 1920  | 1930  | 1941  | 1956  | 1966  |
| ----- | ----- | ----- | ----- | ----- | ----- | ----- | ----- | ----- |
| 1 987 | 2 284 | 2 577 | 3 009 | 3 246 | 3 683 | 3 981 | 4 457 | 4 759 |

| 1977  | 1992  | 2002  | 2007  | - | - | - | - | - |
| ----- | ----- | ----- | ----- | - | - | - | - | - |
| 5 063 | 4 574 | 4 511 | 3 150 | - | - | - | - | - |

## Économie
L'économie de la commune repose sur l'agriculture mais de nombreux habitants travaillent à Carei.

## Communications

### Routes
Căpleni est située à quelques kilomètres de Carei et des routes nationales DN1F et DN19.

### Voies ferrées
La gare la plus proche est celle de Carei.

## Lieux et monuments
- Căpleni, église catholique romaine St Antoine et abbaye franciscaine (crypte de la famille Károlyi), classée monument historique[8].